# Caspar Othmayr
Caspar Othmayr, Otmaier, Casparus Othmarus (ur. 12 marca 1515 w Ambergu, zm. 4 lutego 1553 w Norymberdze) – niemiecki kompozytor.

## Życiorys
Edukację muzyczną otrzymał przypuszczalnie w rodzinnym Ambergu. Jako chłopiec był członkiem chóru na dworze przyszłego księcia elektora Fryderyka II. W 1533 roku rozpoczął studia na uniwersytecie w Heidelbergu, gdzie uzyskał stopień bakałarza, licencjata i magistra sztuk. Od 1543 roku przebywał w Heilsbronnie, gdzie w 1545 roku objął funkcję rektora szkoły łacińskiej przy klasztorze cystersów. W 1547 roku został kanonikiem kościoła św. Gumberta w Ansbach. W tym samym roku poślubił Annę Hartung, córkę klasztornego administratora.
Tworzył polifoniczne dzieła religijne, a także opracowania pieśni świeckich. Opracowywał melodie z chorału protestanckiego. Jego twórczość obejmuje ponad 200 utworów. Kompozycje Othmayra wydał Hans Albrecht pt. Caspar Othmayr: Ausgewähtle Werke w ramach Das Erbe Deutscher Musik (seria 1 XVI, 1941 oraz seria 2 XXVI, 1956).

## Kompozycje
(na podstawie materiałów źródłowych)
- Cantilena aliquot elegantes ac piae na 4–5 głosów (wyd. Norymberga 1546)
- Epitaphium D. Martini Lutheri na 5 głosów (wyd. Norymberga 1546)
- Symbola illustrissimorum principum, nobilium, aliorumque... virorum na 5 głosów (wyd. Norymberga 1547)
- Bicinia sacra (wyd. Norymberga 1547)
- Tricinia (wyd. Norymberga 1549)
- Reutterische und jegerische Liedlein na 4–5 głosów (wyd. Norymberga 1549)